# Santuario di San Salvatore e Madonna del Castello
Il santuario della Madonna del Castello si trova nella omonima località del comune di Almenno San Salvatore, in provincia e diocesi di Bergamo.
Si tratta di un edificio ecclesiale cinquecentesco molto particolare in quanto costituisce un insieme con la pieve di Lemine a cui è addossato e che ha inglobato, e si compone di due chiese ben distinte ma contigue e dallo scurolo.

## Storia

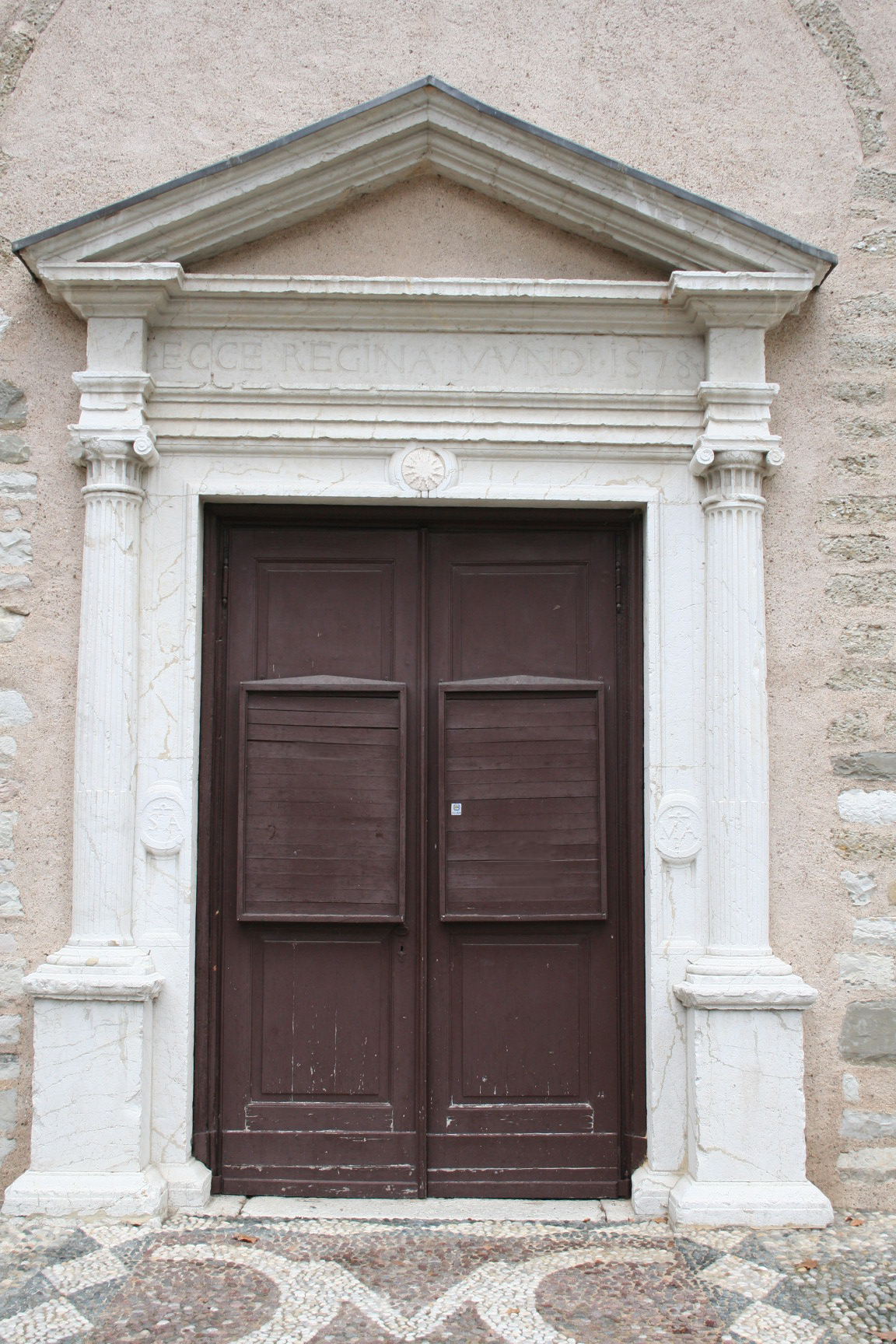
Il portale, XVI secolo

La presenza di una località denominata San Salvatore è documentata dal VII e VIII secolo, confermato dai reperti archeologici ritrovati. Vi era già un piccolo oratorio identificato in quella che è la cripta. Questa è stata edificata su di un gradino di roccia in prossimità dei resti del "sacrum palatinum", è probabile che fosse una cappella privata del castello, forse edificata dai Longobardi che ad Almenno avevano insediato la «corte regia». Ed è proprio questa parte quella considerata più antica del VII secolo.

Il territorio passò ai conti di Lecco i quali intrapresero un lavoro di fortificazione del palazzo che interessò anche l'edificio di culto. Le prime importanti varianti risalgono dal X al XII secolo con la modifica dei piastri che furono incorporati in altri più imponenti e con l'ampliamento della navata centrale con la posa dell'ambone in pietra arenaria. Venne così edificata la chiesa preromanica di Santa Maria e San Salvatore posta quattro metri sopra la cripta. Il documento del 975 la indica come 
La pieve comprendeva un territorio vasto ed era la sola che ospitava il clero della valle con la presenza di ben otto sacerdoti con un “prepositus”. La canonica dove abitavano i prelati si trovava in prossimità dell'edificio di culto. I prelati e la pieve rispondevano al vescovo di Bergamo.
nel 118o l'edificio fu oggetto di una importante modifica con la trasformazione da una navata unica a tre navate, la facciata a salienti e la zona presbiteriale.
Nel XIV e XV secolo Lemine, l'antico comprensorio territoriale già corte longobarda, aveva raggiunto un'identità topografico-politica definita.
Il suo centro amministrativo faceva capo a quell'agglomerato urbano, le cui radici risalivano alla presenza romana nei pressi del ponte di Lemine, che grosso modo corrisponde ad Almenno San Salvatore.
Alla fine del XIV secolo, il 26 gennaio 1393, la comunità, nel cui interno si erano formate le due fazioni contrapposte e reciprocamente ostili dei Guelfi e dei Ghibellini, si suddivise formalmente nei due comuni di Almenno Superiore e Almenno Inferiore, rispettivamente guelfo il primo e ghibellino il secondo.
Questi secoli furono caratterizzati da lotte fratricide violente e sanguinose tra le due comunità, lotte che si aggravarono con l'avvento nella bergamasca della signoria viscontea, di cui erano tradizionali alleati i ghibellini di Almenno Inferiore.
La guerra quattrocentesca che oppose Repubblica di Venezia ai Visconti vide impegnate su opposti fronti le due comunità leminesi ormai separate dagli odi personali che si erano accumulati e dai lutti e distruzioni che si erano reciprocamente inferti.
La vittoria di Venezia e dei suoi alleati di Almenno Superiore portò, nel 1443, alla distruzione di Almenno Inferiore e alla dispersione dei suoi abitanti: uno dei pochi edifici sopravvissuti fu la pieve.

### Il miracolo

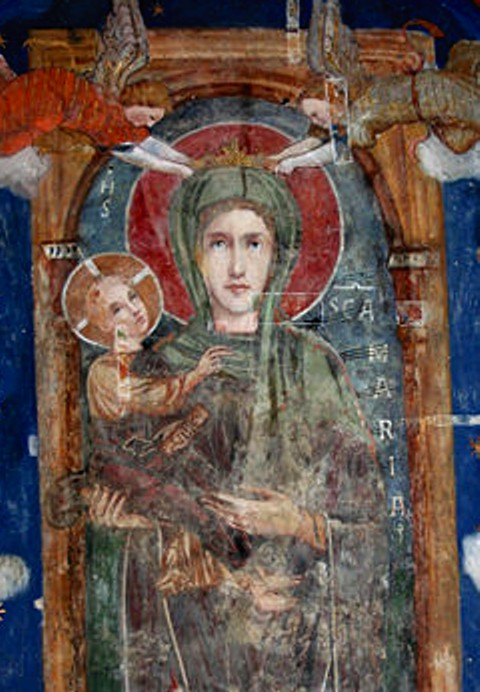
Madonna, dettaglio

Dopo la distruzione di Lemine Inferiore la pieve cadde in uno stato di abbandono materiale e religioso assoluto, destinata probabilmente a scomparire se non fosse intervenuto alla fine del XIV secolo un intervento straordinario.
Anticamente vi era un nantece che precedeva la vecchia chiesa dove i fedeli potevano assistere alle funzioni eucaristiche riparati dalle intemperie. La struttura aveva tre grandi arcate sostenute da pilastri e in quello sinistro vi era l'immagine della Madonna col Bambino. Il tempo aveva gravemente danneggiato il muro dove vi era l'immagine, presentava, infatti, un grave rigonfiamento che indicava il cedimento di tutta la parte. Venne quindi costruito un muro di rinforzo che lasciasse solo l'apertura centrale facendo perdere gli affreschi presenti, che furono con il tempo dimenticati. Un assestamento dell'edificio aveva fatto spostare il muro di rinforzo che copriva l'affresco, e ricomparve così l'antica Madonna col Bambino di cui si era persa la memoria.
La riapparizione dell'affresco fu ritenuto un evento miracoloso, un segno divino diretto alla riappacificazione della comunità, che gli attribuì effetti miracolosi.
La profonda fede della gente, provata da faide fratricide, produsse una notevole messe di offerte e donazioni non solo da parte dei fedeli locali ma anche di quelli delle zone limitrofe.
Si determinò così la volontà di costruire una nuova chiesa per onorare il miracolo della riapparizione della Madonna col Bambino, non più del suo affresco, nello stesso posto in cui l'evento si era verificato,  addossandola cioè alla vecchia pieve che veniva a fare parte del nuovo edificio e recuperava così l'importanza religiosa perduta.

Durante la visita di san Carlo Borromeo del 1575 la nuova chiesa era in costruzione. Il verbale riporta: 
(Atti della visita pastorale di San Carlo Borromeo)

## Descrizione

### Chiesa del XVI secolo
La chiesa è si compone di più edifici, sono, infatti, rilevabili tre importanti corpi di fabbrica: il santuario di Santa Maria del Castello che si presente sul piazzale, la pieve di San Salvatore risalente al X secolo e la cripta posta a un piano inferiore conosciuta come la cappella Palatina di San Salvatore.

La costruzione della nuova chiesa, fu piuttosto lenta, probabilmente a causa di difficoltà di ordine finanziario. Fu consacrata il 4 giugno 1590 e dedicata alla Madonna del Castello, 
La sua struttura architettonica ha caratteristiche cinquecentesche, con un elegante portale in marmo bianco che si inserisce bene nella facciata esterna dalle linee rigorose e austere, ingentilite tuttavia da due snelle monofore e da un rosone.
Le monofore e il rosone, racchiusi da sottili cornici di marmo bianco, alleggeriscono il rigore della facciata in cui sono inseriti.

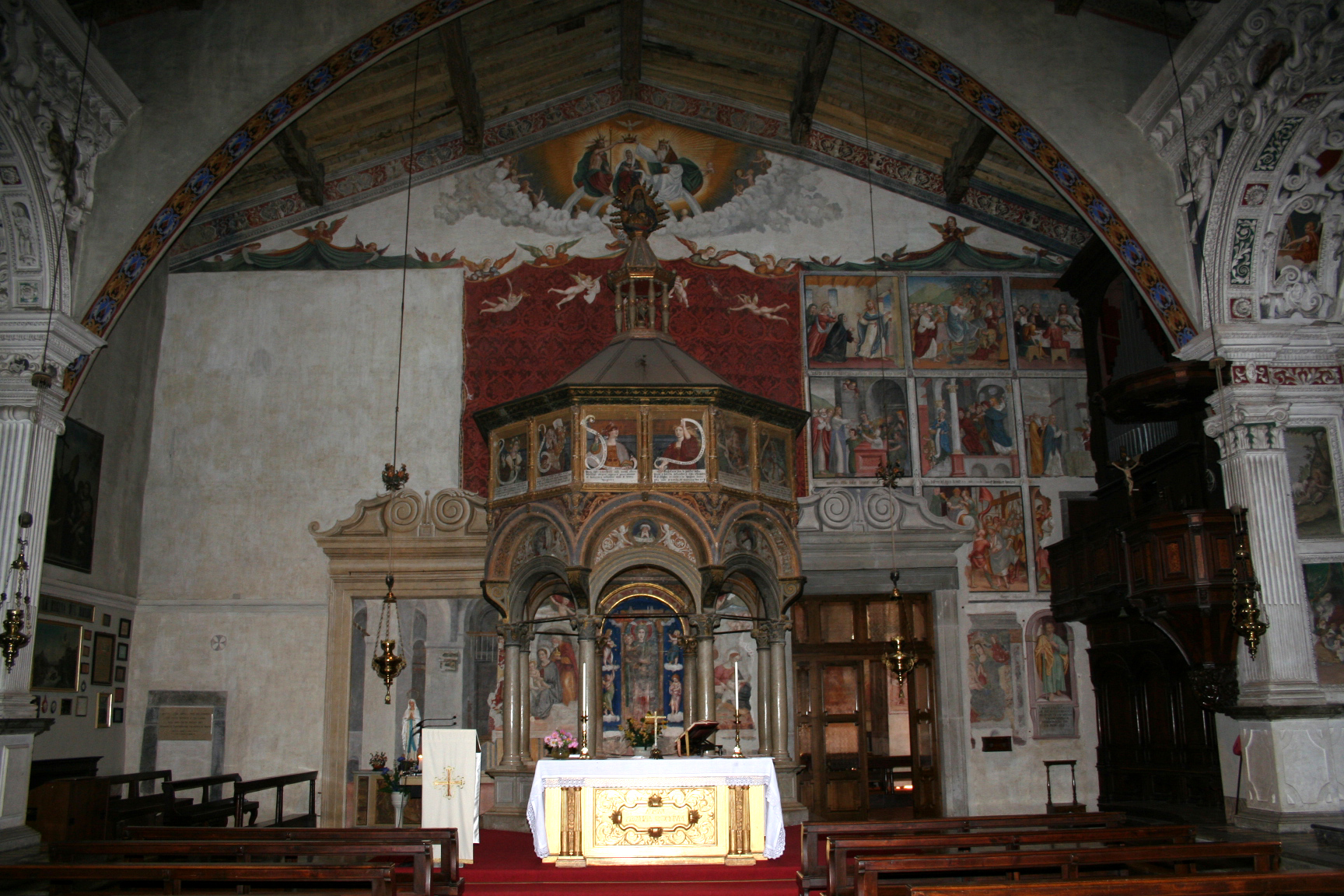
Il tempietto

L'interno si sviluppa su pianta rettangolare in un'unica navata a quattro campate unite da ampi archi a sesto acuto di tipo gotico.
La parete di fondo è costituita da quella che era la facciata della pieve e che ora la separa da essa pur mettendovela in comunicazione tramite un'apertura alla destra dell'altare. Il risultato è un edificio unico, ma composito per diversità di stili e origini, di grande effetto artistico e scenografico, sicuramente raro in area lombarda.
Al centro della parete campeggia l'altare particolarmente bello e originale per la sua composizione architettonica. L'altare, infatti, è racchiuso dentro un piccolo tempio ottagonale in marmo bianco che ne fa quasi un'altra chiesa incastonata in una parete multicolore per le pitture che la ornano. La copertura di questa graziosa struttura è costituita da un tamburo, anch'esso ottagonale, che termina con una lanterna su cui svetta il Creatore in postura benedicente.
|  |  |
|  |  |

Le facce del tamburo sono ornate da coppie di Sibille che tengono un cartiglio.

Queste immagini di grande bellezza e di ottima fattura sono state attribuite al Previtali, altri vi vedono la mano del Cariani.
L'interno del tamburo è interamente dipinto con scene della vita della Vergine, di incerta attribuzione, databili attorno all'inizio del '500.
Sulla parete immediatamente sopra l'altare, all'interno del tempietto, si trova l'affresco, ritenuto miracoloso, della Madonna con il Bambino in braccio; la Madonna è coronata da due angeli mentre il Bambino benedicente tiene un vangelo. L'affresco, nel quale sono ancora perfettamente leggibili le dediche SCA MARIA e IHS, restituisce una scena di particolare dolcezza e leggiadria.
Di difficile datazione, anche perché ha subito alcuni ritocchi, l'affresco è stato attribuito a un periodo antecedente al 1100.
Il tempietto, in posizione rialzata, è separato dal pavimento da tre gradini, mentre il suo tamburo poggia tramite delle colonne su una bassa balaustra che quasi isola la struttura dal resto dell'ambiente.
|  |  |
|  |  |

La parete di fondo è ornata, alla destra del tempietto, da raffigurazioni della vita di Gesù, che facendo da quinta pittorica al tempietto stesso lo esalta maggiormente creando un effetto scenografico di grande fascino.
Sulle pareti laterali interne ci sono, a destra, una tela che raffigura San Giovanni Battista, attribuito al Cavagna da alcuni e a discepoli del Moroni da altri, e sulla parete di sinistra un ottimo dipinto del Gian Paolo Cavagna che raffigura San Carlo Borromeo e santi Rocco e Pantaleone.

#### Affreschi
Nell XX secolo sono state rilevate con ispezioni artistiche hanno rilevato la presenza di un affresco sotto quello raffigurante la Madonna col Bambino, di datazione ben più antica. Si è posto così il problema della possibilità di riportarlo alla luce senza danneggiare quello della Madonna, sia per non rovinare un'opera d'arte di grande pregio sia per non offendere la devozione dei fedeli.

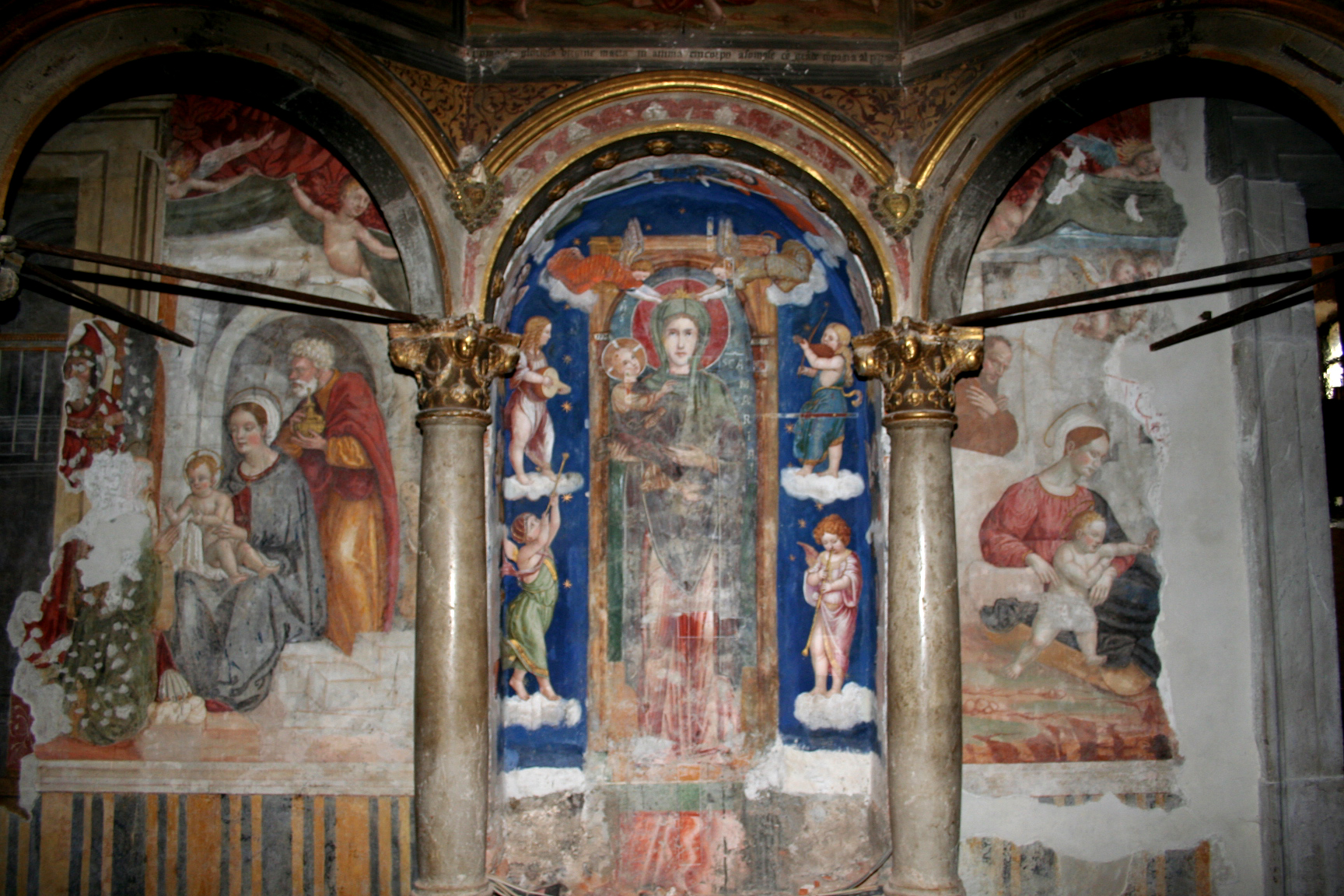
Madonna del castello e santi

L'affresco della Madonna raffigura una scena che richiama nella sua ieraticità le posture fisse bizantine ma reinterpretate dalla sensibilità locale che ne addolcisce il linguaggio. La Madonna regge con la destra il Bambino e con la sinistra indirizza a lui e al messaggio che tiene in mano, il rotolo del Vangelo.
Fanno da cornice due affreschi cinquecenteschi raffiguranti, quello di destra, un incontro con il San Giovannino e, quello di sinistra, un'adorazione dei re Magi; pure cinquecenteschi sono gli angeli che celebrano la Madonna nell'affresco principale. La fusione di stili ed epoche artistiche diverse esalta la composizione che risulta di grande impatto visivo ed emotivo.

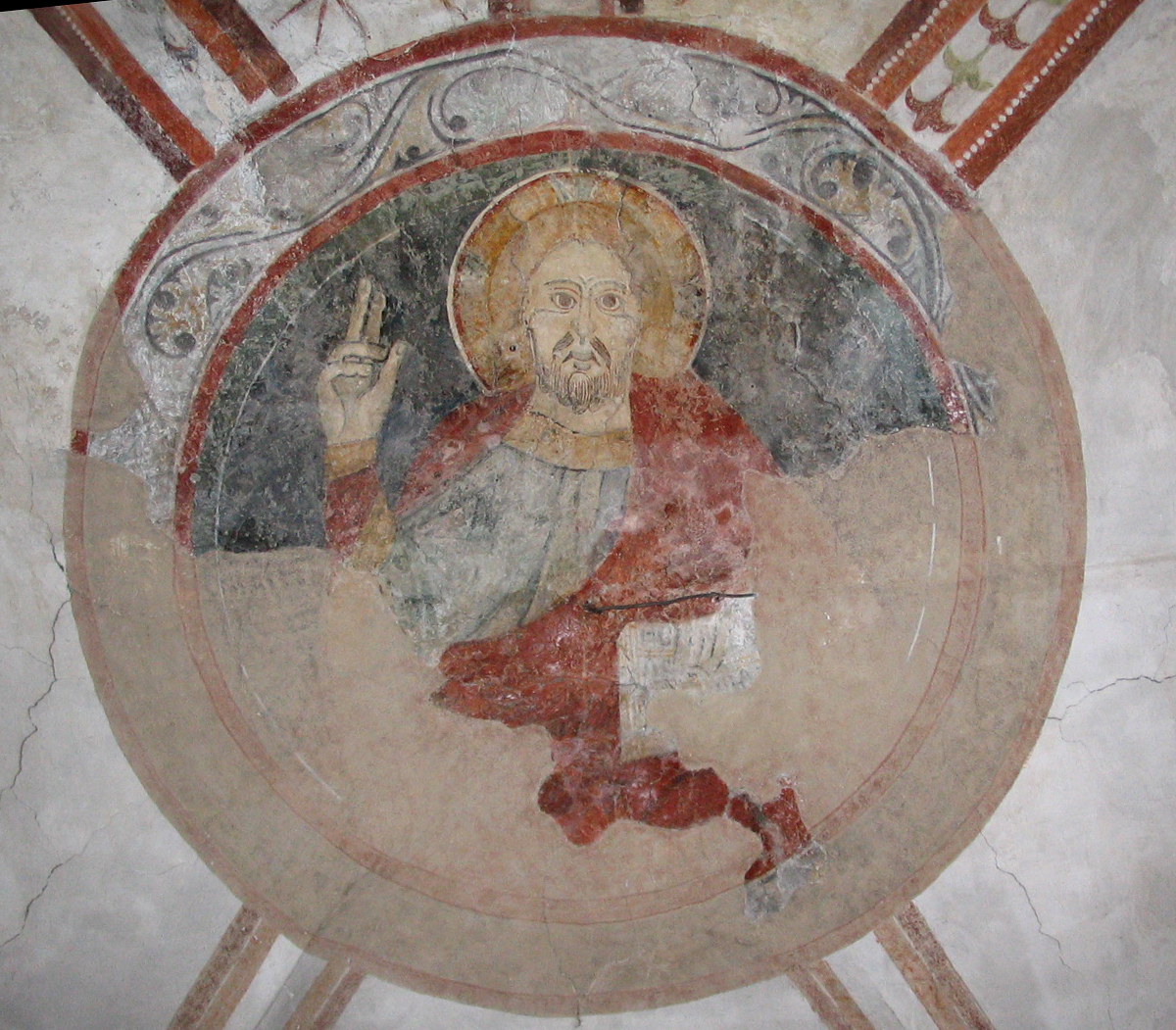
Affresco di Cristo Pantacrotore posto sul soffitto della zona presbiteriale

### Chiesa del XIV secolo
Un parate affrescata divide le due aule, quella cinquecentesca da quella più antica a tre navate a impianto romanico. Questa si presenta a tre navate e il pulpito in pietra arenaria risalente al 1130 con la raffigurazione in altorilievo dei simboli dei quattro evangelisti. La parte conserva dipinti trecenteschi. La parte presbiteroale è ipogea e la più antica del complesso, sarebbe risalibile al IX secolo, una delle ultime testimonianze sul territorio di Bergamo. L'aula è stata modificata nel tempo in particolare i lavori del XII secolo che hanno irrobustito i pistri del coro. Nel medesimo tempo è stato l'innalzamento della navata centrale lasciando a livello inferiore il presbiterio. La struttura primitiva aveva la copertura a capriate lignee poi modificata con gli archi a tutto sesto. L'antica facciata era anticipata da un nartece di cui sono state recuperate tracce durante i restauri del 1007.